# Courrèges Zooop
Pour les articles homonymes, voir Courrèges.
 (avril 2008).
Si vous disposez d'ouvrages ou d'articles de référence ou si vous connaissez des sites web de qualité traitant du thème abordé ici, merci de compléter l'article en donnant les références utiles à sa vérifiabilité et en les liant à la section « Notes et références ».
La Courrèges Zooop est la troisième voiture électrique, créée en 2006 par Coqueline Courrèges, épouse du couturier André Courrèges, 
Elle fait 150 kW ou 200 ch, monte à 180 km/h et peut faire 450 km. 
La Bulle, première voiture de  Coqueline Courrèges date de 2002 et a été exposée au Centre national d'art et de culture Georges-Pompidou. Ce modèle a deux portes, 2 ou 4 places, et fonctionne avec une batterie nickel cadmium (100 Ah - 96 V) assurant une autonomie de 80 km. La vitesse est limitée à 75 km/h.
La deuxième conception, la Exe, date de 2004, elle dispose d'un châssis en inox tubulaire carré apparent et de batteries Lithium-Ion, d'une capacité de 149 Ah à la tension de 370 V. Elle monte de 0 à 100 km/h en 6,2 s soit le même temps qu'une Porsche Boxter, elle fait 1,62 m de haut et 2,20 m de large.
L'ingénierie du bloc propulseur de ces deux voitures a été développée par la société californienne AC Propulsion.